# Зеваров, Бехруз
Бехруз Зеваров (Зеваров Бехруз Хушачинович; род. 20 мая 1989 года, Душанбе, Таджикская ССР) — таджикский музыкальный продюсер, предприниматель и исследователь таджикского шоу-бизнеса. Создатель музыкального лейбла «Tamoshow». Лауреат премий «Суруди сол» («Песня года», 2011, 2016).

## Биография
Родился в Душанбе 20 мая 1989 года в семье преподавателей. В  семье Бехруз всегда отличался самостоятельностью и предприимчивостью. Общеобразовательную школу закончил с отличием, экстерном за 9 лет — «перепрыгивая два класса», а в 15 лет стал студентом Таджикского технического университета имени академика М. С. Осими, который успешно закончил, получив специальность инженера-программиста.
В 2008 году Бехруз Зеваров стал руководителем рекламного агентства полного цикла — «Евразийская Медиа Компания».
В 2014 году решил расширить  предпринимательскую деятельность, открыв и возглавив в качестве владельца и директора компанию ООО «Топ Медиа», которая занимается предоставлением услуг в области медиа — организацией развлекательных  мероприятий, продюсированием, менеджментом в сфере шоу-бизнеса.

## Творчество
15 июля 2016 года, Бехруз Зеваров выпустил клип своей первой песни на русском языке — «Аиша».
В 2012 году Бехруз Зеваров издал книгу «Тайны таджикского шоу-бизнеса», о тонкостях шоу-бизнеса в Таджикистане, о том, что нужно делать, чтобы стать «звездой», какова роль продюсера в этом процессе.

## Награды и премии
В 2011 году получил звание «Лучший продюсер» на фестивале «Суруди сол 2011» («Песня года»), а в 2012 году — звание «Феномен года» по признанию Медиа Альянса Таджикистана. Лауреат премии «Суруди сол—2016»  в номинации «Открытие года».
В 2016 году, в корейском городе Сувон, Бехруз был отмечен наградой Asia Model Star Awards, за вклад в культуру Центральной Азии.